# Cecilia Seghizzi
Cecilia Seghizzi (Gorizia, 5 de septiembre de 1908 - Gorizia, 22 de noviembre de 2019) fue una compositora, pintora y violinista italiana.

## Biografía
Nació en Gorizia, pequeña ciudad de Italia en la frontera con Eslovenia, al pie de los Alpes, hija del compositor y maestro de capilla Cesare Augusto Seghizzi (1873-1933), uno de los compositores más apreciados de la canción popular furlana. Después del exilio en el campo de refugiados de Wagna de Estiria durante la Primera Guerra Mundial, Cecilia comenzó a estudiar violín con el profesor Alfredo Lucarini y se graduó con honores del Conservatorio Giuseppe Verdi de Milán. En la década de 1930 alternó los conciertos con la docencia en institutos de secundaria y de música. Al mismo tiempo, comenzó a dedicarse a la composición, completando sus estudios en el conservatorio Giuseppe Tartini de Trieste, bajo la dirección de Vito Levi. En los años cincuenta fundó y dirigió el complejo polifónico Gorizia, con el que obtuvo el primer premio en el concurso polifónico nacional de Brescia. El reconocimiento fue seguido por una serie de conciertos y grabaciones para puestos importantes tanto italianos como extranjeros.
El 5 de septiembre de 2018 celebró sus 110 años con el alcalde Rodolfo Ziberna y dos concejales, convirtiéndose así en una supercentenaria italiana.
Murió el 22 de noviembre de 2019 a la edad de 111 años.

## Estilo
El catálogo de autor de Gorizia incluye más de 130 composiciones, entre las que destacan las dedicadas al canto coral. Su estilo, decididamente conservador, en los momentos más avanzados está ligado al neoclasicismo, y no hay rastro de las novedades aportadas por la vanguardia musical desde los años treinta.

## Principales obras
- Sonata para oboe y piano (1963)
- Por la noche (para flauta, soprano y piano, 1979)
- Concertino (para viento y cuerdas, 1981)
- Divertimento (para violín y piano, 1982)
- Valzerino (para flauta y piano, 1984)